# Dubai Tennis Championships 2016
Dubai Tennis Championships 2016 (також відомий під назвою Dubai Duty Free Tennis Championships 2016 за назвою спонсора) - чоловічий і жіночий тенісний турнір, що проходив на відкритих кортах з твердим покриттям Aviation Club Tennis Centre у Дубаї (ОАЕ). Належав до серії 500 у рамках Туру ATP 2016 і серії Premier у рамках Туру WTA 2016. Жіночий турнір тривав з 15 до 20 лютого, а чоловічий - з 22 до 27 лютого 2016 року.

## Очки і призові

### Нарахування очок
| Дисципліна                 | П   | Ф   | ПФ  | ЧФ  | 1/8 | 1/16 | Q   | Q3  | Q2  | Q1  |
| Одиночний розряд, чоловіки | 500 | 300 | 180 | 90  | 45  | 0    | 20  | Н/Д | 10  | 0   |
| Парний розряд, чоловіки    | 500 | 300 | 180 | 90  | 0   | Н/Д  | 45  | Н/Д | 25  | 0   |
| Одиночний розряд, жінки    | 470 | 305 | 185 | 100 | 55  | 1    | 25  | 18  | 13  | 1   |
| Жінки, парний розряд       | 470 | 305 | 185 | 100 | 1   | Н/Д  | Н/Д | Н/Д | Н/Д | Н/Д |

### Призові гроші
| Дисципліна                 | П        | Ф        | ПФ       | ЧФ      | 1/8     | 1/16    | Q3     | Q2     | Q1     |
| Одиночний розряд, чоловіки | $511,750 | $240,340 | $119,340 | $59,670 | $30,235 | $15,910 | Н/Д    | $2,655 | $1,460 |
| Чоловіки, парний розряд*   | $150,800 | $71,270  | $34,390  | $17,890 | $9,370  | Н/Д     | Н/Д    | Н/Д    | Н/Д    |
| Одиночний розряд, жінки    | $465,480 | $254,124 | $136,138 | $35,723 | $19,809 | $10,950 | $5,408 | $2,951 | $1,854 |
| Жінки, парний розряд*      | $74,042  | $39,184  | $20,087  | $10,042 | $5,223  | Н/Д     | Н/Д    | Н/Д    | Н/Д    |

*на пару

## Учасники основної сітки в одиночному розряді

### Сіяні
| Країна     | Гравець               | Рейтинг1 | Сіяний |
| ---------- | --------------------- | -------- | ------ |
| Сербія     | Новак Джокович        | 1        | 1      |
| Швейцарія  | Стен Вавринка         | 4        | 2      |
| Чехія      | Томаш Бердих          | 8        | 3      |
| Іспанія    | Роберто Баутіста Аґут | 18       | 4      |
| Сербія     | Віктор Троїцький      | 21       | 5      |
| Іспанія    | Фелісіано Лопес       | 25       | 6      |
| Словаччина | Мартін Кліжан         | 27       | 7      |
| Німеччина  | Філіпп Кольшрайбер    | 29       | 8      |

- Рейтинг подано станом на 15 лютого 2016.

### Інші учасники
Нижче наведено учасників, які отримали вайлдкард на участь в основній сітці:
- Юкі Бгамбрі
- Марсель Їльхан
- Малік Джазірі

Нижче наведено гравців, які пробились в основну сітку через стадію кваліфікації:
- Томас Фаббіано
- Люка Пуй
- Франко Шкугор
- Михайло Южний

### Відмовились від участі
До початку турніру
- Роджер Федерер (травма коліна) → його замінив  Сімоне Болеллі
- Янко Типсаревич → його замінив  Денис Істомін

### Знялись
- Новак Джокович
- Нік Киріос

## Учасники основної сітки в парному розряді

### Сіяні
| Країна     | Гравець         | Країна    | Гравець        | Рейтинг1 | Сіяний |
| ---------- | --------------- | --------- | -------------- | -------- | ------ |
| Нідерланди | Жан-Жульєн Роєр | Румунія   | Горія Текеу    | 11       | 1      |
| Індія      | Роган Бопанна   | Румунія   | Флорін Мерджа  | 20       | 2      |
| Канада     | Вашек Поспішил  | Сербія    | Ненад Зімоньїч | 30       | 3      |
| Фінляндія  | Генрі Контінен  | Австралія | Джон Пірс      | 40       | 4      |

- Рейтинг подано станом на 15 лютого 2016.

### Інші учасники
Нижче наведено пари, які отримали вайлдкард на участь в основній сітці:
- Магеш Бгупаті /  Айсам-уль-Хак Куреші
- Сергій Бубка /  Сергій Стаховський

Нижче наведено пари, що пробились в основну сітку через стадію кваліфікації:
- Чон Хьон /  Їржі Веселий

## Учасниці основної сітки в одиночному розряді

### Сіяні
| Країна    | Гравчиня             | Рейтинг1 | Сіяна |
| --------- | -------------------- | -------- | ----- |
| Румунія   | Сімона Халеп         | 3        | 1     |
| Іспанія   | Гарбінє Мугуруса     | 5        | 2     |
| Іспанія   | Карла Суарес Наварро | 8        | 3     |
| Чехія     | Петра Квітова        | 9        | 4     |
| Швейцарія | Белінда Бенчич       | 11       | 5     |
| Чехія     | Кароліна Плішкова    | 13       | 6     |
| Італія    | Роберта Вінчі        | 16       | 7     |
| Росія     | Світлана Кузнецова   | 17       | 8     |

- Рейтинг подано станом на 8 лютого 2016.

### Інші учасниці
Нижче наведено учасниць, які отримали вайлдкард на участь в основній сітці:
- Юлія Гергес
- Сімона Халеп
- Петра Квітова
- Кароліна Плішкова

Нижче наведено гравчинь, які пробились в основну сітку через стадію кваліфікації:
- Яна Чепелова
- Цветана Піронкова
- Ярослава Шведова
- Чжен Сайсай

### Відмовились від участі
До початку турніру
- Тімеа Бачинскі (хвороба шлунково-кишкового тракту) → її замінила  Коко Вандевей
- Анджелік Кербер (травма правого стегна) → її замінила  Каміла Джорджі
- Пен Шуай (травма правої долоні) → її замінила  Каролін Гарсія
- Агнешка Радванська (травма лівої ноги) → її замінила  Леся Цуренко
- Луціє Шафарова (ongoing illness and bacterial infection) → її замінила  Медісон Бренгл
- Серена Вільямс (хвороба) → її замінила  Барбора Стрицова
- Каролін Возняцкі (травма лівого коліна) → її замінила  Дарія Гаврилова

## Учасниці основної сітки в парному розряді

### Сіяні
| Країна   | Гравчиня            | Країна    | Гравчиня            | Рейтинг1 | Сіяна |
| -------- | ------------------- | --------- | ------------------- | -------- | ----- |
| США      | Бетані Маттек-Сендс | Казахстан | Ярослава Шведова    | 10       | 1     |
| Франція  | Каролін Гарсія      | Франція   | Крістіна Младенович | 20       | 2     |
| Чехія    | Андреа Главачкова   | Чехія     | Луціє Градецька     | 22       | 3     |
| Угорщина | Тімеа Бабош         | Німеччина | Юлія Гергес         | 36       | 4     |

- Рейтинг подано станом на 8 лютого 2016.

### Інші учасниці
Нижче наведено пари, які отримали вайлдкард на участь в основній сітці:
- Фатіма Ан-Набхані /  Цветана Піронкова
- Петра Квітова /  Алісія Росольська

## Переможці та фіналісти

### Одиночний розряд, чоловіки
- Стен Вавринка —  Маркос Багдатіс 6–4, 7–6(15–13)

### Одиночний розряд, жінки
- Сара Еррані —  Барбора Стрицова 6–0, 6–2

### Парний розряд, чоловіки
- Сімоне Болеллі /  Андреас Сеппі —  Фелісіано Лопес /  Марк Лопес 6–2, 3–6, [14–12]

### Парний розряд, жінки
- Чжуан Цзяжун /  Дарія Юрак —  Каролін Гарсія /  Крістіна Младенович 6–4, 6–4